# Radwan Al Azhar
Radwan Al Azhar (en árabe: رضوان الأزهر‎; Damasco, Siria; 12 de mayo de 1979) es un futbolista de Siria que juega en la posición de guardameta con el Al-Jaish Damasco de la Liga Premier de Siria.

## Carrera

### Club
| Periodo   | Club             |
| --------- | ---------------- |
| 2002–2008 | Al-Jaish Damasco |
| 2008–2010 | Al-Wahda Damasco |
| 2010–2016 | Al-Majd SC       |
| 2016–2018 | Al-Wahda Damasco |
| 2019–2021 | Al-Muhafaza SC   |
| 2021–     | Al-Jaish Damasco |

### Selección nacional
Jugó para Siria en 17 ocasiones de 2005 a 2010 y participó en la Copa Asiática 2011.

## Logros
- Liga Premier de Siria (1): 2002-03
- Copa de Siria (4): 2002, 2004, 2016, 2017
- Supercopa de Siria (1): 2016
- Copa AFC (1): 2004